# Denis Cheryshev
Denis Dmitrievitch Cherychev (en russe : Денис Дмитриевич Черышев, Denis Dmitrievitch Tcherychev), né le 26 décembre 1990 à Nijni Novgorod en URSS (aujourd'hui en Russie), est un footballeur international russe qui joue au poste d'avant-centre au Paniónios. Il possède également la nationalité espagnole.
Il est, avec Igor Tchislenko (1962, 1966) et Mário Fernandes (2018), le seul Russe à avoir inscrit un but en quart de finale de la Coupe du monde de football.

## Biographie

### Carrière en club
Son père, Dmitri Cheryshev, est un footballeur professionnel ayant évolué en Espagne de 1996 à 2002 dans les clubs de Gijón et de Burgos, où son fils a été formé.
José Mourinho le fait débuter à 21 ans en match officiel lors d'une rencontre de coupe d'Espagne face à Alcoyano en novembre 2012.
Le 4 décembre 2015, le Real Madrid est éliminé administrativement en 16e de finale de la Coupe d'Espagne après avoir aligné Denis Cherychev alors que le joueur russe était suspendu.
Le 1er février 2016, il rejoint le Valence CF sous forme d'un prêt sans option d'achat.
Le 15 juin 2016, il est officiellement transféré au Villarreal CF.
Le 29 juin 2019, il s'engage définitivement en faveur du Valence CF.

### Carrière internationale
Le 14 novembre 2012, il honore sa première sélection contre les États-Unis. Lors de ce match, Denis Cheryshev entre à la 80e minute de la rencontre, à la place de Maksim Grigoryev. La rencontre se solde par un match nul de 2-2.
En juin 2013, Cherychev dispute avec l'équipe de Russie espoirs l'Euro espoirs en Israël. Cherychev y marque un but face aux Pays-Bas (défaite 1-5), mais son équipe ne passe pas les phases de poules.
Le 4 juin 2018, il fait partie de la liste des 23 joueurs russes sélectionnés pour disputer la coupe du monde.
Le 14 juin 2018, il inscrit son premier doublé lors du match d'ouverture de la coupe du monde de 2018 face à l'Arabie saoudite en sortant du banc des remplaçants, rentrant à la place d'Alan Dzagoev sorti sur blessure à la 24e minute. Sa carrière internationale n'avait pas pris réellement son envol avant ce match notamment à cause des blessures qui l'ont souvent éloigné des terrains mais aussi de la politique de recrutement de la fédération russe qui privilégie les joueurs évoluant dans le championnat russe. Il marque un nouveau but lors du second match contre l'Égypte lors d'une victoire 3-1 qui permet donc à la Russie de se qualifier pour les huitièmes de finale. Il marque son quatrième but lors de la Coupe du monde en quarts de finale contre la Croatie mais n'empêche pas l'élimination de son équipe aux tirs au but. Avec quatre buts, Cheryshev est le meilleur buteur russe lors de ce Mondial.

### Mise en cause dans une affaire de dopage
Lors de la préparation de la Coupe du monde de football 2018 organisée par la Russie, le directeur de laboratoire et lanceur d'alerte Grigory Rodchenkov déclare qu'il reconnaît l'un des joueurs de l'équipe russe comme l'un des bénéficiaires de l'un de ses propres programmes de dopage. La FIFA ouvre une enquête sur le dopage russe dans le football après la publication du rapport McLaren, mais déclare en mai n'avoir trouvé aucune preuve de dopage, mais que des cas de joueurs non liés à la Coupe du monde sont toujours en cours. Le tournoi s'est finalement terminé sans qu'aucun joueur ne soit contrôlé positif. Quelques mois après la fin du tournoi en septembre, le père du joueur russe Denis Cheryshev déclare que son fils prenait de l'hormone de croissance pendant le tournoi. Il est par la suite disculpé par les autorités antidopage.

## Statistiques

### Carrière
| Saison                | Club                  | Championnat           | Championnat | Championnat | Coupe(s) nationale(s) | Coupe(s) nationale(s) | Supercoupe | Supercoupe | Compétition(s) continentale(s) | Compétition(s) continentale(s) | Compétition(s) continentale(s) | Russie | Russie | Total | Total |
| Saison                | Club                  | Division              | M.          | B.          | M.                    | B.                    | M.         | B.         | Comp.                          | M.                             | B.                             | M.     | B.     | M.    | B.    |
| 2008-2009             | Real Madrid Castilla  | Segunda B             | 9           | 0           | -                     | -                     | -          | -          | -                              | -                              | -                              | -      | -      | 9     | 0     |
| 2010-2011             | Real Madrid Castilla  | Segunda B             | 32          | 3           | -                     | -                     | -          | -          | -                              | -                              | -                              | -      | -      | 32    | 3     |
| 2011-2012             | Real Madrid Castilla  | Segunda B             | 34          | 8           | -                     | -                     | -          | -          | -                              | -                              | -                              | -      | -      | 34    | 8     |
| 2012-2013             | Real Madrid Castilla  | Segunda División      | 34          | 11          | -                     | -                     | -          | -          | -                              | -                              | -                              | 1      | 0      | 35    | 11    |
| Sous-total            | Sous-total            | Sous-total            | 109         | 22          | -                     | -                     | -          | -          | -                              | 0                              | 0                              | 1      | 0      | 110   | 22    |
| 2012-2013             | Real Madrid           | Liga                  | 0           | 0           | 1                     | 0                     | -          | -          | -                              | -                              | -                              | 1      | 0      | 2     | 0     |
| 2015-2016             | Real Madrid           | Liga                  | 2           | 0           | 1                     | 1                     | -          | -          | C1                             | 3                              | 0                              | 2      | 0      | 8     | 1     |
| Sous-total            | Sous-total            | Sous-total            | 2           | 0           | 2                     | 1                     | -          | -          | -                              | 3                              | 0                              | 3      | 0      | 10    | 1     |
| 2013-2014             | Séville FC (prêt)     | Liga                  | 4           | 0           | -                     | -                     | -          | -          | C3                             | 1                              | 0                              | -      | -      | 5     | 0     |
| 2014-2015             | Villarreal CF (prêt)  | Liga                  | 26          | 4           | 6                     | 1                     | -          | -          | C3                             | 8                              | 2                              | 5      | 0      | 45    | 7     |
| 2015-2016             | Valence CF (prêt)     | Liga                  | 7           | 3           | 1                     | 0                     | -          | -          | -                              | -                              | -                              | -      | -      | 8     | 3     |
| Sous-total            | Sous-total            | Sous-total            | 37          | 7           | 7                     | 1                     | -          | -          | -                              | 9                              | 2                              | 5      | 0      | 58    | 10    |
| 2016-2017             | Villarreal CF         | Liga                  | 11          | 0           | 1                     | 0                     | -          | -          | C3                             | 6                              | 0                              | -      | -      | 18    | 0     |
| 2017-2018             | Villarreal CF         | Liga                  | 24          | 2           | 3                     | 1                     | -          | -          | C3                             | 5                              | 1                              | 7      | 4      | 39    | 8     |
| Sous-total            | Sous-total            | Sous-total            | 35          | 2           | 4                     | 1                     | -          | -          | -                              | 11                             | 1                              | 7      | 4      | 57    | 8     |
| 2018-2019             | Valence CF (prêt)     | Liga                  | 9           | 1           | 1                     | 0                     | -          | -          | C1                             | 2                              | 0                              | 4      | 2      | 16    | 3     |
| Sous-total            | Sous-total            | Sous-total            | 9           | 1           | 1                     | 0                     | -          | -          | -                              | 2                              | 0                              | 4      | 2      | 16    | 3     |
| Total sur la carrière | Total sur la carrière | Total sur la carrière | 192         | 32          | 14                    | 3                     | -          | -          | -                              | 25                             | 3                              | 20     | 6      | 251   | 44    |

### Buts internationaux
| 0   | Date             | Lieu                                        | Compétition                                         | Résultat        | Adversaire      | Détail | Détail         | Détail | Sél. |
| --- | ---------------- | ------------------------------------------- | --------------------------------------------------- | --------------- | --------------- | ------ | -------------- | ------ | ---- |
| 1er | 14 juin 2018     | Stade Loujniki, Moscou, Russie              | Premier tour de la Coupe du monde 2018              | V 5-0           | Arabie saoudite | 43e    | du pied gauche | 2-0    | 12e  |
| 2e  | 14 juin 2018     | Stade Loujniki, Moscou, Russie              | Premier tour de la Coupe du monde 2018              | V 5-0           | Arabie saoudite | 90+1e  | du pied gauche | 4-0    | 12e  |
| 3e  | 19 juin 2018     | Stade Krestovski, Saint-Pétersbourg, Russie | Premier tour de la Coupe du monde 2018              | V 3-1           | Égypte          | 59e    | du pied gauche | 2-0    | 13e  |
| 4e  | 7 juillet 2018   | Stade olympique Ficht, Adler, Russie        | Quart de finale de la Coupe du monde 2018           | N 2-2 3-4 t.a.b | Croatie         | 31e    | du pied gauche | 1-0    | 16e  |
| 5e  | 7 septembre 2018 | Medical Park Stadyumu, Trabzon, Turquie     | Premier tour de la Ligue des nations UEFA 2018-2019 | V 1-2           | Turquie         | 13e    | du pied gauche | 0-1    | 17e  |
| 6e  | 14 octobre 2018  | Stade olympique Ficht, Adler, Russie        | Premier tour de la Ligue des nations UEFA 2018-2019 | V 2-0           | Turquie         | 78e    | du pied gauche | 2-0    | 20e  |
| 7e  | 21 mars 2019     | Stade Roi Baudouin, Bruxelles, Belgique     | Éliminatoires Euro 2020                             | P 3-1           | Belgique        | 16e    | du pied gauche | 1-1    | 21e  |
| 8e  | 24 mars 2019     | Astana Arena, Noursoultan, Kazakhstan       | Éliminatoires Euro 2020                             | V 0-4           | Kazakhstan      | 19e    | du pied gauche | 0-1    | 22e  |
| 9e  | 24 mars 2019     | Astana Arena, Noursoultan, Kazakhstan       | Éliminatoires Euro 2020                             | V 0-4           | Kazakhstan      | 45+2e  | du pied gauche | 0-2    | 22e  |
| 10e | 13 octobre 2019  | Stade GSP, Stróvolos, Chypre                | Éliminatoires Euro 2020                             | V 0-5           | Chypre          | 9e     | du pied gauche | 0-1    | 25e  |
| 11e | 13 octobre 2019  | Stade GSP, Stróvolos, Chypre                | Éliminatoires Euro 2020                             | V 0-5           | Chypre          | 90+2e  | du pied droit  | 0-5    | 25e  |
| 12e | 15 novembre 2020 | Stade Şükrü Saracoğlu, Istanbul, Turquie    | Premier tour de la Ligue des nations UEFA 2020-2021 | P 3-2           | Turquie         | 11e    | du pied gauche | 0-1    | 29e  |

## Palmarès

### En club
| Séville FC - Ligue Europa - Vainqueur en 2014. |  | Real Madrid - Ligue des champions - Vainqueur en 2016. |  | Valence CF - Coupe d'Espagne - Vainqueur en 2019. |

### En sélection
Russie
- Coupe du Monde
  - Quart de finaliste en 2018.

### Distinction personnelles
- Homme du match contre l'Arabie saoudite et l'Égypte lors de la Coupe du monde 2018.
- Équipe du tournoi lors de la Coupe du monde 2018.